# 布鲁日钟楼

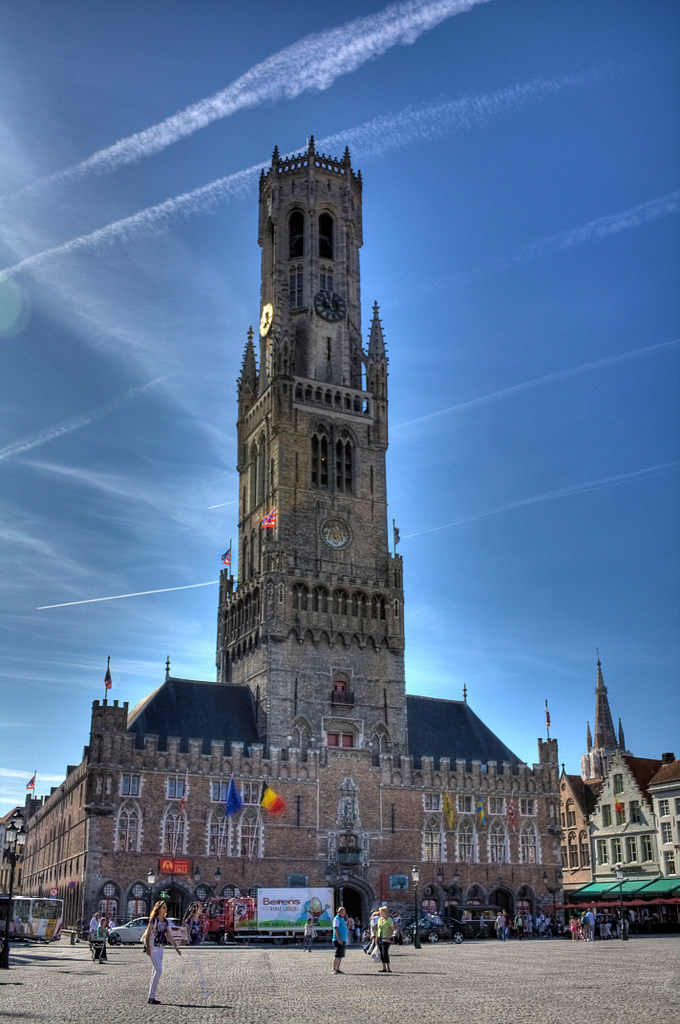
布鲁日钟楼

布鲁日钟楼（Belfort）是比利时布鲁日历史中心的一座中世纪钟楼，也是该市最突出的标志。布鲁日钟楼过去用来收藏珍宝和市政档案，以及用来观测火情及其他危险状况。一条狭窄陡峭的，366级台阶，通往83米高的顶部（大约向东倾斜1米）。
钟楼的两侧和后部是原来的市集大厅，这是一座长方形的建筑物，宽度只有44米，进深却有84米，还有一个内院。因此钟楼也被称为“大厅钟楼”（Halletoren）。
布鲁日钟楼是2008年电影《在布鲁日》的主要场景。

## 历史
1240年左右，布鲁日钟楼出现在市集广场，当时布鲁日是繁荣的佛兰德斯纺织业的一个重要中心。1280年毁于火灾后，塔经过了重建。但是失去了城市档案。
钟楼上部八角形的部分为1483至1487年之间增建，木质尖顶上有天使弥额尔像，手中握旗，脚下踏龙。尖顶在1493年遭到雷击，烧成灰烬，大钟同样被毁。新的木质尖顶使用了两个半世纪，至1741年再度被焚毁。此后没有再修尖顶，因此高度有所降低，只是在1822年，天台上增加了哥特式风格的镂空石栏杆。
亨利·沃兹沃思·朗费罗有一首诗名为《布鲁日钟楼》：
在布鲁日的市集广场矗立着古老的褐色钟楼：
三次损耗，三次重建，它仍然观看着城镇。

## 钟
钟楼发出的钟声调节着市民的生活，发布时间、火警、以及各种社会，政治和宗教活动。